# فضائل تدین
فضائل تدیّن (زاده ۱۲۹۷ در زنجان – درگذشته ۱۸ بهمن ۱۳۵۵ در تهران) تحصیلکردهٔ حقوق قضائی و فارغ‌التحصیل رستهٔ فنی هوایی و ارتشبد نیروی هوائی شاهنشاهی در دوران پهلوی دوم و فرمانده آن نیرو از ۲۱ شهریور ۱۳۵۴ تا ۱۸ بهمن ۱۳۵۵ بود.

## سال‌های آغازینِ زندگی

فضائل تدین پس از تحصیلات مقدماتی و دریافت دیپلم کامل متوسطه وارد دانشگاه شد و در رشتهٔ حقوق قضائی لیسانس گرفت. وی سپس به دانشکده افسری وارد شد و دورهٔ فنی هوایی را در این رشته با موفقیت سپری نمود و در فروردین ۱۳۱۷ خدمت خویش را با درجهٔ ستوان دومی آغاز نمود. مدتی بعد وی برای طی دورهٔ عالی رستهٔ فنی به انگلستان اعزام گردید. وی پس از بازگشت به ایران پیشرفت خویش را در نیروی هوایی ارتش شاهنشاهی آغاز نمود. در همان دوران وی دورهٔ ستاد دانشگاه جنگ و همچنین دورهٔ ستاد نیروی هوایی را در آمریکا طی نمود. بنا به خلاصه وضعیت خدمتی وی، او در مهرماه سال ۱۳۳۸ به درجهٔ سرتیپی نائل شده‌است.

## ادعای نقش او در وقایع پس ازکودتای ۲۸ مرداد۱۳۳۲
در مقاله‌ای به قلم آرمان نوری از فرد نظامی با نام سرهنگ دکتر فضایل تدین یاد شده است که در وقایع پس از کودتای ۲۸ مرداد ۱۳۳۲ و در ماجرای دستگیری حسین فاطمی و ماجرای سوء قصد به وی با چاقو، توسط شعبان جعفری (معروف به شعبون بی‌مخ) و اکبر گیلیکه‌ای و جمعی دیگر، که به زخمی شدن دکتر فاطمی (و همین‌طور خواهرش، سلطنت فاطمی) و بستری شدن وی در بیمارستان نظامی منجر می‌شود، نقش داشته است. ظاهراً دکتر فضائل تدین با درجه سرهنگی و با عنوان سرهنگ پزشک فضائل تدین در این زمان یکی از پزشکان معالج دکتر فاطمی بوده است.
... در این هنگام حکم اعدام دکتر فاطمی تأیید می‌شود. پس از شکنجه‌های فراوان در روز ۷ مهر ماه ۱۳۳۳ دکتر فاطمی را در حالی که از درد به خود می‌پیچید روی برانکارد به دادگاه نظامی منتقل کردند. وکیل او سرتیپ عبدالله قلعه بیگی از دادگاه خواست تا قاضی و دادستان از محل زندان که نزدیک هم بود دیدن نمایند تا آثار استفراغ خونی شب قبل دکتر فاطمی را مشاهده نمایند و به آنها ثابت شود که در این شرایط، محاکمهٔ او غیرقانونی است اما پزشکان خائن سرلشکر دکتر نصرالله خوشنویسان، سرلشکر دکتر کریم ایادی، سرتیپ دکتر نصرالله مقبلی و سرهنگ دکتر فضائل تدین با وجود استفراغ خون شب قبل اعلام نمودند که او در سلامت است و وکیل او نیز پس از زمان تنفس دیگر به دادگاه بازنگشت و برای آن که سریعتر کار تمام شود وکیل دکتر علی شایگان و مهندس احمد رضوی را که حتی تا آن موقع پرونده را ندیده بود به عنوان وکیل تسخیریش انتخاب کردند و آزموده که او را «آیشمن ایران» نامیدند در حالی که حتی محاکمه مصدق هم علنی بود از دادگاه خواست تا محاکمه دکتر فاطمی، سری و غیر علنی باشد و سرانجام حکم دستوری اعدام دکتر فاطمی صادر شد. رئیس دادگاه اولیه سرتیپ قطبی (دائی فرح دیبا) و رئیس دادگاه تجدید نظر سرلشکر منصور مزین بود و تقاضای فرجام هم رد شد.
اما با توجه به خلاصه وضعیت خدمتی فضائل تدین که توسط ستاد بزرگ ارتشتاران صادر شده، وی فارغ‌التحصیل حقوق قضائی بوده و در رشته پزشکی تحصیلاتی نداشته است .

## مناصب مهم
از ظواهر چنین برمی‌آید که فضایل تدین، به خاطر وفاداری خویش به محمدرضا پهلوی، در سالهای بعد پیشرفت خویش در نیروی هوایی ارتش شاهنشاهی را به سرعت آغاز کرده‌است. وی در سال ۱۳۴۶ به عنوان ریاست ستاد نیروی هوایی و سپس، و بعد از بازنشستگی تیمسار سپهبد نوری اسفندیاری، به عنوان جانشین فرمانده نیروی هوایی، یعنی به عنوان جانشین تیمسار ارتشبد محمد خاتم منصوب می‌گردد.
همچنین پس از اینکه تیمسار ارتشبد خلبان محمد خاتم، فرمانده نیروی هوایی ارتش شاهنشاهی در روز جمعه ۲۱ شهریور ۱۳۵۴، و در جریان سقوط کایت، درمی‌گذرد، جانشین وی، تیمسار سپهبد فضائل تدین به درجه ارتشبدی نائل شده و به سمت فرمانده نیروی هوایی شاهنشاهی منصوب می‌شود.
وی از روز ۲۱ شهریورماه ۱۳۵۴ تا روز ۱۸ بهمن ۱۳۵۵ یعنی زمان مرگش، فرمانده نیروی هوایی شاهنشاهی ایران بود.

## درگذشت

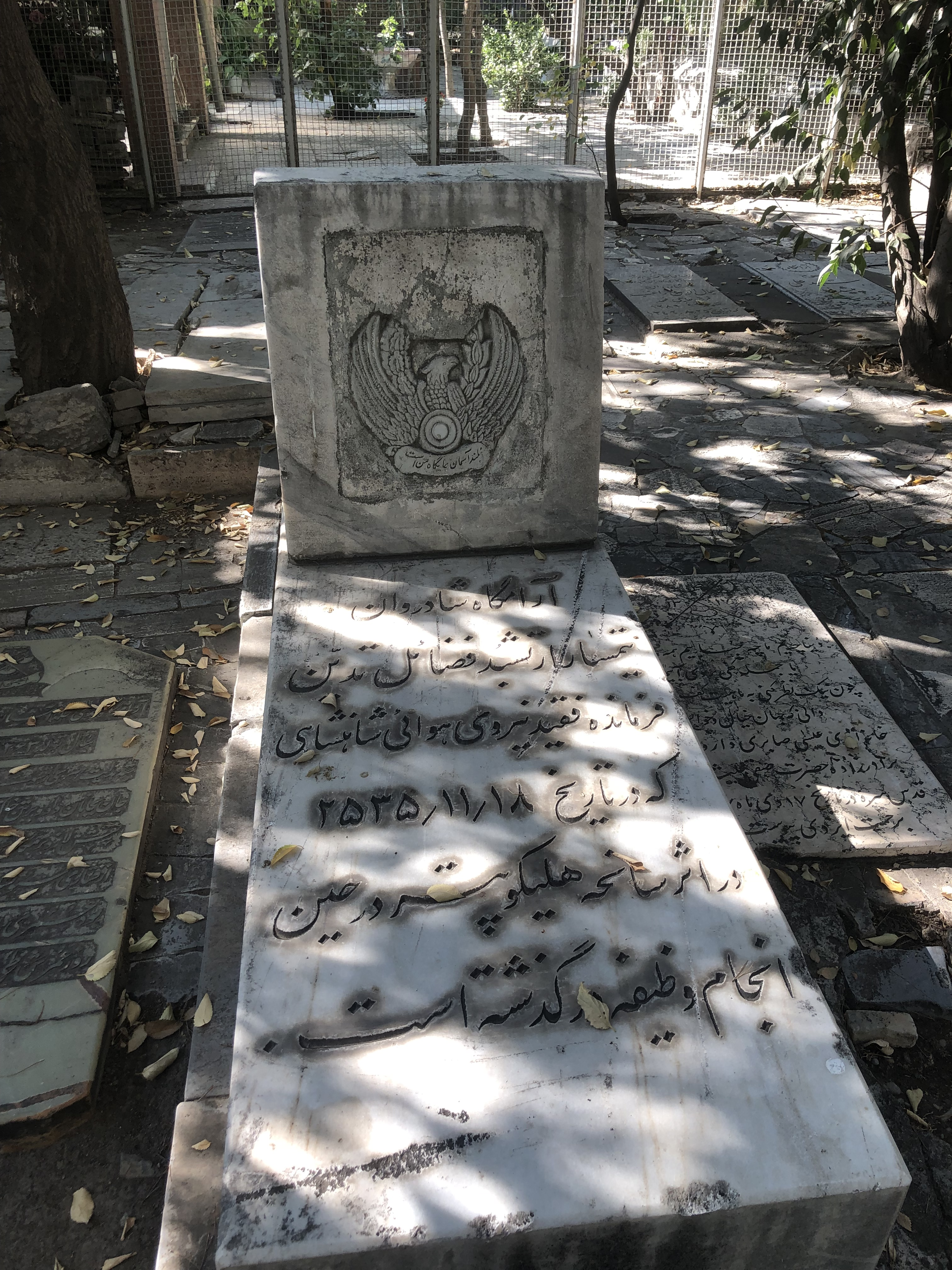
مقبره ارتشبد تدین

ارتشبد فضائل تدین، سرانجام در روز ۱۸ بهمن ماه سال ۱۳۵۵ خورشیدی، هنگامی که در حال تمرین برای آموزش خلبانی هلیکوپتر بود، و در تپه‌های لویزان واقع در شمال شرقی تهران پرواز می‌کرد، بر اثر نقص فنی در هلیکوپتر خویش، سقوط نمود و در دم، کشته شد.
دراین سانحه ای هوایی ستوان جمال محزون، زاده ۱۳۲۵ و استوار اسماعیل شایسته نیا، زاده ۱۳۲۸ همراه او کشته شدند
وی را در گورستان ظهیرالدوله تهران به خاک سپردند. بر سنگ قبر مجللی که بر آرامگاه او نصب شده‌است، این عبارات ساده به چشم می‌خورد:
بلند آسمان جایگاه من است، آرامگاه شادروان تیمسار ارتشبد فضائل تدین، فرمانده فقید نیروی هوایی شاهنشاهی که در تاریخ ۲۵۳۵/۱۱/۱۸، در اثر سانحه هلیکوپتر، در حین انجام وظیفه درگذشت.

## شایعاتی دربارهٔ مرگ او
بعد از کشته شدن ارتشبد فضائل تدین در سانحه هلیکوپتر، شایعاتی دربارهٔ عمدی بودن این سانحه و نقش شاه در از میان بردن او، به گوش می‌رسید و برخی با توجه به این که فرمانده قبلی نیروی هوایی یعنی ارتشبد خاتمی نیز، بر اثر سانحه سقوط کایت در سد دز کشته شده بود، بر آن بودند که دربار در هر دوی این سوانح ایفای نقش نموده‌است. در مورد این شایعات هیچ‌گونه سند و مدرکی ارائه نشد.